# Мігель Девіс
Мігель Девіс Гарсія (ісп. Miguel Davis García; нар. 18 червня 1966, Коста-Рика) — костариканський футболіст, захисник та опорний півзахисник. Учасник чемпіонату світу з футболу 1990 року в Італії.

## Клубна кар'єра
Футбольну кар'єру розпочав в «Алахуеленсе», у складі якого 1991 року виграв чемпіонат Коста-Рики. Потім виступав за «Турріальбу» та «Кармеліту». Влітку 1995 року приєднався до «Картагінеса». Влітку 1998 року став гравцем «Лімона». Через зловживання алкоголем мав непросту кар'єру.

## Кар'єра в збірній
Поїхав на чемпіонату світу з футболу 1990 року, але на турнірі не зіграв жодного матчу. Провів 1 поєдинок у кваліфікації чемпіонату світу з футболу.
Востаннє футболку збірної одягав у грудні 1994 року в товариському матчі проти Саудівської Аравії

### Голи за збірну
Рахунок та результат збірної Коста-Рики вказано на першому місці.
| №  | Дата           | Місце                                       | Суперник  | Рахунок | Результат | Змагання         |
| -- | -------------- | ------------------------------------------- | --------- | ------- | --------- | ---------------- |
| 1. | 29 квітня 1992 | Естадіо Кускатлан, Сан-Сальвадор, Сальвадор | Сальвадор | 1-1     | 1–1       | Товариський матч |

## Досягнення
«Алахуеленсе»
- Чемпіонат Коста-Рики
  -  Чемпіон (1): 1991